# Gymnoscelis ischnophylla
Gymnoscelis ischnophylla là một loài bướm đêm trong họ Geometridae.